# Helichus puncticollis
Helichus puncticollis är en skalbaggsart som beskrevs av Sharp 1882. Helichus puncticollis ingår i släktet Helichus och familjen öronbaggar. Inga underarter finns listade i Catalogue of Life.